# ATP Finals 2017
ATP Finals 2017 (còn được gọi là 2017 Nitto ATP Finals vì lý do tài trợ) là một giải đấu quần vợt dành cho 8 tay vợt/cặp xuất sắc nhất theo BXH Emirates ATP Race to London, diễn ra tại Nhà thi đấu O2 ở London, Vương quốc Anh. ATP Finals 2017 là lần tổ chức ATP FInals thứ 48 (ở nội dung đơn) và 43 (ở nội dung đôi).

## Nhà vô địch

### Đơn
Grigor Dimitrov đánh bại  David Goffin, 7–5, 4–6, 6–3
- Đây là danh hiệu thứ 4 của Dimitrov trong năm, là danh hiệu thứ 8 trong sự nghiệp và là lần đầu tiên Dimitrov vô địch giải[1][2].

### Đôi
Henri Kontinen /  John Peers đánh bại  Łukasz Kubot /  Marcelo Melo, 6–4, 6–2.

## Thông tin
ATP Finals 2017 được diễn ra từ ngày 12 đến ngày 19 tháng 11 tại Nhà thi đấu O2 ở thủ đô London (Vương quốc Anh). Giải đấu được tổ chức bởi Hiệp hội Quần vợt Chuyên nghiệp (ATP) và là sự kiện cuối cùng trong chuỗi ATP World Tour 2017.
Tổng tiền thưởng là 8 triệu USD (đô la Mỹ).

## Thể thức
ATP Finals thi đấu theo thể thức chia bảng tính điểm với 8 tay vợt/cặp được chia vào hai bảng (mỗi bảng 4 tay vợt/cặp). Tất cả các trận đấu đơn, bao gồm cả trận chung kết, đều diễn ra trong tối đa 3 set (thắng 2 set là thắng trận đấu); nếu set thứ ba hòa 6–6 thì sẽ phân định thắng thua bằng loạt tie-break. Tất cả các trận đấu đôi là 2 set chính (không có lợi giao) và một set phụ.

## Điểm và tiền thưởng
| Vòng                     | Đơn              | Đôi1             | Điểm     |
| Vòng                     | Đơn vị tính: USD | Đơn vị tính: USD | Điểm     |
| ------------------------ | ---------------- | ---------------- | -------- |
| Vô địch                  | RR + 1.785.000   | RR + 284.000     | RR + 900 |
| Á quân                   | RR + 585.000     | RR + 96.000      | RR + 400 |
| Mỗi trận thắng vòng bảng | 191.000          | 36.000           | 200      |
| Tham dự                  | 191.0002         | 94.0003          |          |
| Thay thế                 | 105.000          | 36.000           |          |

- RR là số điểm hoặc số tiền thưởng giành được ở vòng bảng
- 1 Tiền thưởng ở nội dung đôi là của mỗi cặp.
- 2 Tham dự 1 trận được nhận 36.000 USD và 2 trận được nhận 71.000 USD.
- 3 Tham dự 1 trận được nhận 105.000 USD và 2 trận được nhận 143.000 USD.
- Một nhà vô địch bất bại (toàn thắng) sẽ giành được 1.500 điểm tối đa và 2.549.000 (ở nội dung đơn) hoặc 486.000 USD ở nội dung đôi[6].

## Vòng loại

### Đơn
8 tay vợt tham dự giải đấu, với 2 tay vợt thay thế. Các tay vợt có suất tham dự theo thứ tự ưu tiên sau:
1. 7 tay vợt hàng đầu trong BXH ATP Race to London được cập nhật vào thứ 2 sau giải đấu cuối cùng của ATP Tour 2020 (Paris Masters 2017).
2. Hai nhà vô địch Grand Slam (gồm 4 giải đấu) năm 2020 xếp hạng từ 8–20, theo thứ tự xếp hạng
3. Tay vợt xếp thứ 8 trên bảng xếp hạng ATP

Trong trường hợp có tổng số hơn 8 tay vợt, tay vợt thấp hơn trong thứ tự lựa chọn là tay vợt thay thế. Nếu cần thay thế thêm, các tay vợt sẽ được lựa chọn bởi ATP.
Bảng xếp hạng tạm thời được công bố hàng tuần với tên ATP Race to London, chỉ tính các giải đấu diễn ra trong năm 2020. Điểm từ các giải Grand Slam, ATP Tour, ATP Cup, ATP Challenger Tour và ITF Tour. Các tay vợt có tổng số điểm từ 18 giải đấu, thường bao gồm:
- 4 giải Grand Slam
- 8 giải ATP Masters 1000
- Kết quả tốt nhất từ bất kỳ 6 giải đấu khác có tính điểm xếp hạng (ATP Cup, ATP 500, ATP 250, Challenger, ITF)

Tất cả tay vợt phải bao gồm điểm xếp hạng cho các giải Masters bắt buộc mà có trong danh sách tham dự ban đầu và cho tất cả các giải Grand Slam mà đủ điều kiện tham dự, kể cả khi không tham dự (trong trường hợp đó tay vợt nhận 0 điểm). Hơn nữa, những tay vợt kết thúc năm 2017 trong top 30 thế giới là những tay vợt cam kết phải (nếu không bị chấn thương) bao gồm điểm cho 8 giải Masters bắt buộc bất kể có tham dự hay không, và phải tham dự ít nhất 4 giải ATP 500 (mặc dù Monte Carlo Masters có thể tính), trong số đó phải diễn ra sau Giải quần vợt Mỹ Mở rộng. Điểm 0 cũng có thể được tính từ việc rút lui của các tay vợt không bị chấn thương từ các giải ATP 500 theo một số điều kiện khác do ATP đưa ra. Tuy nhiên, ngoài các quy tắc này, một tay vợt có thể thay thế kết quả giải đấu tốt nhất tiếp theo cho các giải đấu Masters và Grand Slam đã không tham dự.
Các tay vợt có thể giảm cam kết tham dự ATP Tour Masters 1000 ở một giải đấu, bằng cách đạt đến các mốc sau:
1. 600 trận đấu cấp độ tour (tính đến ngày 1 tháng 1 năm 2017), bao gồm các trận đấu ở cấp độ Challengers và Futures đã thi đấu trước năm 2010;
2. 12 năm thi đấu;
3. 31 tuổi (tính đến ngày 1 tháng 1 năm 2017).

Nếu một tay vợt thỏa mãn cả ba điều kiện này, cam kết tham dự ATP Tour Masters 1000 bắt buộc của họ sẽ bị loại bỏ hoàn toàn. Các tay vợt phải có thể trạng tốt theo quy định của ATP để tận dụng cam kết giảm.

### Đôi
8 cặp tham dự giải đấu, với một cặp thay thế. 8 cặp tham dự có suất theo thứ tự ưu tiên như nội dung Đơn. Cặp thay thế được tham dự cho bất kỳ cặp không được chấp nhận theo thứ tự lựa chọn, sau đó cặp không được chấp nhận có xếp hạng cao nhất và sau đó cặp được chọn bởi ATP. Điểm được tính trong các giải đấu tương tư như nội dung đơn. Tuy nhiên, đối với các cặp ở nội dung Đôi thì không có giải đấu cam kết, vì vậy các đội dựa trên kết quả của bất kỳ 18 giải đấu có điểm cao nhất trong ATP Tour.

## Các tay vợt đủ điều kiện
| Hạng | Tay vợt          | Điểm   | Số giải | Ngày được tham dự |
| ---- | ---------------- | ------ | ------- | ----------------- |
| 1    | Rafael Nadal     | 10,645 | 17      | 13 tháng 6        |
| 2    | Roger Federer    | 9005   | 11      | 17 tháng 7        |
| 3    | Alexander Zverev | 4410   | 24      | 6 tháng 10        |
| 4    | Dominic Thiem    | 3815   | 26      | 13 tháng 10       |
| 5    | Marin Čilić      | 3805   | 20      | 24 tháng 10       |
| 6    | Grigor Dimitrov  | 3650   | 22      | 24 tháng 10       |
| -    | Stan Wawrinka    | 3150   | 12      | 4 tháng 8         |
| 7    | David Goffin     | 2975   | 24      | 2 tháng 11        |
| 8    | Jack Sock        | 2765   | 21      | 5 tháng 11        |

## Điểm phân tích

### Đơn
| Hạng       | Tay vợt                 | Grand Slam   | Grand Slam   | Grand Slam   | Grand Slam   | ATP World Tour Masters 1000 | ATP World Tour Masters 1000 | ATP World Tour Masters 1000 | ATP World Tour Masters 1000 | ATP World Tour Masters 1000 | ATP World Tour Masters 1000 | ATP World Tour Masters 1000 | ATP World Tour Masters 1000 | Thành tích tốt nhất khác | Thành tích tốt nhất khác | Thành tích tốt nhất khác | Thành tích tốt nhất khác | Thành tích tốt nhất khác | Thành tích tốt nhất khác | Điểm tổng | Số giải |
| ---------- | ----------------------- | ------------ | ------------ | ------------ | ------------ | --------------------------- | --------------------------- | --------------------------- | --------------------------- | --------------------------- | --------------------------- | --------------------------- | --------------------------- | ------------------------ | ------------------------ | ------------------------ | ------------------------ | ------------------------ | ------------------------ | --------- | ------- |
| Hạng       | Tay vợt                 | AUS          | FRA          | WIM          | USO          | IW                          | MI                          | MA                          | IT                          | CA                          | CI                          | SH                          | PA                          | 1                        | 2                        | 3                        | 4                        | 5                        | 6                        | Điểm tổng | Số giải |
| 1          | Rafael Nadal            | Á quân 1200  | Vô địch 2000 | Vòng 4 180   | Vô địch 2000 | Vòng 3 90                   | Á quân 600                  | Vô địch 1000                | Tứ kết 180                  | R16 90                      | Tứ kết 180                  | Á quân 600                  | Tứ kết 180                  | Vô địch 1000             | Vô địch 500              | Vô địch 500              | Á quân 300               | Tứ kết 45                |                          | 10,645    | 17      |
| 2          | Roger Federer           | Vô địch 2000 | A 0          | Vô địch 2000 | Tứ kết 360   | Vô địch 1000                | Vô địch 1000                | A 0                         | A 0                         | Á quân 600                  | A 0                         | Vô địch 1000                | A 0                         | Vô địch 500              | Vô địch 500              | R16 45                   | Vòng 2 0                 |                          |                          | 9005      | 11      |
| 3          | Alexander Zverev        | Vòng 3 90    | Vòng 1 10    | R16 180      | R64 45       | R32 45                      | Tứ kết 180                  | Tứ kết 180                  | Vô địch 1000                | Vô địch 1000                | R32 10                      | R16 90                      | R32 10                      | Vô địch 500              | Á quân 300               | Vô địch 250              | Vô địch 250              | Bán kết 180              | R16 90                   | 4410      | 24      |
| 4          | Dominic Thiem           | Vòng 4 180   | Bán kết 720  | Vòng 4 180   | Vòng 4 180   | Tứ kết 180                  | Vòng 1 10                   | Á quân 600                  | Bán kết 360                 | Vòng 1 10                   | Tứ kết 180                  | R32 10                      | R16 90                      | W 500                    | Á quân 300               | R16 90                   | Tứ kết 90                | Tứ kết 90                | Tứ kết 45                | 3815      | 26      |
| 5          | Marin Čilić             | Vòng 2 45    | Tứ kết 360   | Á quân 1200  | Vòng 3 90    | Vòng 2 10                   | R64 10                      | R32 10                      | Tứ kết 180                  | Bán kết 90                  | A 0                         | Bán kết 360                 | Tứ kết 180                  | Á quân 300               | Vô địch 250              | Tứ kết180                | Bán kết180               | Bán kết180               | Bán kết180               | 3,805     | 20      |
| 6          | Grigor Dimitrov         | Bán kết 720  | R32 90       | R16 180      | R64 45       | R32 45                      | R64 10                      | R16 90                      | R64 10                      | R16 90                      | W1000                       | Tứ kết 180                  | R16 90                      | W250                     | W250                     | Bán kết180               | Bán kết180               | F150                     | Tứ kết90                 | 3,650     | 22      |
| 7          | Stan Wawrinka           | Bán kết 720  | F 1200       | R128 10      | A 0          | F 600                       | R16 90                      | R32 10                      | R16 90                      | A 0                         | A 0                         | A 0                         | A 0                         | W250                     | R1690                    | Bán kết90                | R320                     | R320                     |                          | 3,150     | 12      |
| 8          | David Goffin            | Tứ kết 360   | R32 90       | A 0          | R16 180      | R16 90                      | R16 90                      | Tứ kết 180                  | R16 90                      | R32 45                      | R64 10                      | R32 10                      | R16 90                      | W500                     | Bán kết360               | F300                     | W250                     | Bán kết180               | F150                     | 2,975     | 24      |
| 9          | Jack Sock               | R32 90       | R128 10      | R64 45       | R128 10      | Bán kết 360                 | Tứ kết 180                  | R64 10                      | R16 90                      | R32 45                      | R64 10                      | R64 10                      | W1000                       | W250                     | W250                     | Bán kết180               | Tứ kết90                 | Bán kết90                | Tứ kết45                 | 2,765     | 21      |
| Alternates |                         |              |              |              |              |                             |                             |                             |                             |                             |                             |                             |                             |                          |                          |                          |                          |                          |                          |           |         |
| 10         | Pablo Carreño Busta     | R32 90       | Tứ kết 360   | A 0          | Bán kết 720  | Bán kết 360                 | R64 10                      | R64 10                      | R32 45                      | R32 45                      | R16 90                      | R32 10                      | R32 10                      | F300                     | W250                     | R1690                    | Bán kết90                | Bán kết90                | R1645                    | 2,615     | 24      |
| 11         | Juan Martín del Potro § | A 0          | R32 90       | R64 45       | Bán kết 720  | R32 45                      | R32 45                      | R1620                       | Tứ kết 180                  | R32 45                      | R16 90                      | Bán kết 360                 | Tứ kết 180                  | F300                     | W250                     | Bán kết90                | R1645                    | R1645                    | R1645                    | 2,595     | 19      |
| 12         | Novak Djokovic §        | R64 45       | Tứ kết 360   | Tứ kết 360   | A 0          | R16 90                      | A 0                         | Bán kết 360                 | F 600                       | A 0                         | A 0                         | A 0                         | A 0                         | W250                     | W250                     | Tứ kết180                | Tứ kết90                 |                          |                          | 2,585     | 10      |
| 13         | Sam Querrey             | R32 90       | R128 10      | Bán kết 720  | Tứ kết 360   | R64 10                      | R32 45                      | A 0                         | R16 90                      | R16 90                      | R32 45                      | R16 90                      | R32 10                      | W500                     | W250                     | Tứ kết90                 | Tứ kết45                 | Tứ kết45                 | Tứ kết45                 | 2,535     | 22      |
| Source:    |                         |              |              |              |              |                             |                             |                             |                             |                             |                             |                             |                             |                          |                          |                          |                          |                          |                          |           |         |

- Điểm xếp hạng được in nghiêng cho thấy một tay vợt không đủ điều kiện (hoặc sử dụng quyền miễn trừ để bỏ qua) sự kiện Grand Slam hoặc Masters 1000 và đã thay thế kết quả tốt nhất tiếp theo của anh ta vào vị trí của nó.

 Tay vợt đủ điều kiện nhưng bỏ cuộc vì chấn thương.
§ Tay vợt từ chối tham dự với tư cách là người thay thế.

### Doubles
| Hạng       | Cặp                                 | Điểm  | Điểm       | Điểm       | Điểm       | Điểm       | Điểm       | Điểm       | Điểm       | Điểm      | Điểm      | Điểm       | Điểm       | Điểm      | Điểm       | Điểm       | Điểm      | Điểm      | Điểm     | Tổng điểm | Số giải |
| Hạng       | Cặp                                 | 1     | 2          | 3          | 4          | 5          | 6          | 7          | 8          | 9         | 10        | 11         | 12         | 13        | 14         | 15         | 16        | 17        | 18       | Tổng điểm | Số giải |
| ---------- | ----------------------------------- | ----- | ---------- | ---------- | ---------- | ---------- | ---------- | ---------- | ---------- | --------- | --------- | ---------- | ---------- | --------- | ---------- | ---------- | --------- | --------- | -------- | --------- | ------- |
| 1          | Łukasz Kubot Marcelo Melo           | W2000 | W1000      | W1000      | W1000      | F600       | F600       | W500       | Bán kết360 | F300      | W250      | R16180     | Tứ kết180  | Tứ kết180 | R3290      | R3290      | Tứ kết90  | Tứ kết90  | Tứ kết90 | 8,600     | 22      |
| 2          | Henri Kontinen John Peers           | W2000 | W1000      | Bán kết720 | Bán kết720 | W500       | W500       | Bán kết360 | Tứ kết180  | Tứ kết180 | Tứ kết180 | Tứ kết180  | Tứ kết180  | Tứ kết180 | Bán kết180 | R1690      | Tứ kết90  | Tứ kết90  | R640     | 7,330     | 20      |
| 3          | Jean-Julien Rojer Horia Tecău       | W2000 | W500       | Bán kết360 | Bán kết360 | W250       | W250       | R16180     | R16180     | Tứ kết180 | Tứ kết180 | Bán kết180 | Bán kết180 | R1690     | R1690      | Tứ kết90   | Tứ kết90  | Tứ kết90  | Tứ kết45 | 5,295     | 26      |
| 4          | Jamie Murray Bruno Soares           | F600  | W500       | W500       | Tứ kết360  | Tứ kết360  | Bán kết360 | Bán kết360 | Bán kết360 | F300      | W250      | Tứ kết180  | Tứ kết180  | Tứ kết180 | Bán kết180 | Bán kết180 | F150      | R3290     | Tứ kết90 | 5,180     | 23      |
| 5          | Bob Bryan Mike Bryan                | F1200 | Bán kết720 | Bán kết360 | Bán kết360 | W250       | W250       | Tứ kết180  | Tứ kết180  | Tứ kết180 | Tứ kết180 | Bán kết180 | R3290      | R3290     | Tứ kết90   | Tứ kết90   | Bán kết90 | Bán kết90 | Tứ kết45 | 4,625     | 21      |
| 6          | Pierre-Hugues Herbert Nicolas Mahut | W1000 | W1000      | W1000      | Tứ kết360  | Bán kết360 | Tứ kết180  | Bán kết180 | R3290      | R1690     | R1690     | Tứ kết45   | R640       | R640      | R160       | R160       |           |           |          | 4,395     | 15      |
| 7          | Ivan Dodig Marcel Granollers        | F600  | F600       | W500       | W500       | Tứ kết360  | Tứ kết360  | R16180     | R16180     | Tứ kết180 | Tứ kết180 | Tứ kết180  | Tứ kết180  | Bán kết90 | R320       | R160       | R160      | R160      |          | 4,090     | 17      |
| 8          | Ryan Harrison Michael Venus         | W2000 | Tứ kết360  | Bán kết360 | W250       | R1690      | Tứ kết90   | R640       | R320       | R160      | R160      | R160       | R160       | R160      | R160       | R160       |           |           |          | 3,150     | 15      |
| Alternates |                                     |       |            |            |            |            |            |            |            |           |           |            |            |           |            |            |           |           |          |           |         |
| 9          | Oliver Marach Mate Pavić            | F1200 | Bán kết360 | W250       | R16180     | Tứ kết180  | Bán kết180 | F150       | F150       | R3290     | R1690     | R1690      | Bán kết90  | Tứ kết45  | Tứ kết45   | R320       | R160      | R160      | R160     | 3,100     | 18      |
| 10         | Raven Klaasen Rajeev Ram            | W1000 | Bán kết360 | W250       | R16180     | Tứ kết180  | Tứ kết180  | Bán kết180 | F150       | R3290     | R3290     | Tứ kết90   | Tứ kết90   | Bán kết90 | Tứ kết45   | Tứ kết45   | R320      | R320      | R320     | 3,020     | 22      |
| Source:    |                                     |       |            |            |            |            |            |            |            |           |           |            |            |           |            |            |           |           |          |           |         |

## Thành tích đối đầu

### Đơn
Tổng thể
|   |                        | Nadal | Federer | Zverev | Thiem | Čilić | Dimitrov | Goffin | Sock | Tổng  | Thắng – thua |
| 1 | Rafael Nadal (ESP)     |       | 23–15   | 3–0    | 5–2   | 5–1   | 10–1     | 2–0    | 4–0  | 52–19 | 67–10        |
| 2 | Roger Federer (SUI)    | 15–23 |         | 2–2    | 1–2   | 7–1   | 6–0      | 6–0    | 3–0  | 40–28 | 49–4         |
| 3 | Alexander Zverev (GER) | 0–3   | 2–2     |        | 1–4   | 3–1   | 2–1      | 1–0    | 1–1  | 10–12 | 54–20        |
| 4 | Dominic Thiem (AUT)    | 2–5   | 2–1     | 4–1    |       | 1–0   | 2–1      | 3–6    | 2–1  | 16–15 | 48–25        |
| 5 | Marin Čilić (CRO)      | 1–5   | 1–7     | 1–3    | 0–1   |       | 3–1      | 2–3    | 0–2  | 8–22  | 44–19        |
| 6 | Grigor Dimitrov (BUL)  | 1–10  | 0–6     | 1–2    | 1–2   | 1–3   |          | 3–1    | 1–3  | 8–27  | 44–19        |
| 7 | David Goffin (BEL)     | 0–2   | 0–6     | 0–1    | 6–3   | 3–2   | 1–3      |        | 3–0  | 13–17 | 54–22        |
| 8 | Jack Sock (USA)        | 0–4   | 0–3     | 1–1    | 1–2   | 2–0   | 3–1      | 0–3    |      | 7–14  | 36–19        |

Sân cứng trong nhà
|   |                        | Nadal | Federer | Zverev | Thiem | Čilić | Dimitrov | Goffin | Sock | Tổng | Thắng – thua |
| 1 | Rafael Nadal (ESP)     |       | 1–5     | 0–0    | 0–0   | 1–0   | 2–0      | 0–0    | 0–0  | 4–5  | 2–0          |
| 2 | Roger Federer (SUI)    | 5–1   |         | 0–0    | 0–0   | 1–0   | 2–0      | 3–0    | 1–0  | 12–1 | 5–0          |
| 3 | Alexander Zverev (GER) | 0–0   | 0–0     |        | 0–1   | 1–0   | 0–1      | 0–0    | 0–1  | 1–3  | 7–5          |
| 4 | Dominic Thiem (AUT)    | 0–0   | 0–0     | 1–0    |       | 0–0   | 0–0      | 1–1    | 0–1  | 2–2  | 4–4          |
| 5 | Marin Čilić (CRO)      | 0–1   | 0–1     | 0–1    | 0–0   |       | 0–1      | 1–0    | 0–0  | 1–4  | 7–4          |
| 6 | Grigor Dimitrov (BUL)  | 0–2   | 0–2     | 1–0    | 0–0   | 1–0   |          | 1–1    | 1–0  | 4–5  | 10–3         |
| 7 | David Goffin (BEL)     | 0–0   | 0–3     | 0–0    | 1–1   | 0–1   | 1–1      |        | 1–0  | 3–6  | 17–6         |
| 8 | Jack Sock (USA)        | 0–0   | 0–1     | 1–0    | 1–0   | 0–0   | 0–1      | 0–1    |      | 2–3  | 9–2          |

### Đôi
|   |                                                   | Kubot Melo | Kontinen Peers | Rojer Tecău | Murray Soares | Bryan | Herbert Mahut | Dodig Granollers | Harrison Venus | Tổng  |
| 1 | Łukasz Kubot (POL) / Marcelo Melo (BRA)           |            | 1–3            | 4–0         | 3–1           | 2–0   | 0–0           | 2–1              | 0–1            | 12–6  |
| 2 | Henri Kontinen (FIN) / John Peers (AUS)           | 3–1        |                | 2–2         | 4–1           | 3–0   | 2–1           | 1–2              | 1–1            | 16–8  |
| 3 | Jean-Julien Rojer (NED) / Horia Tecău (ROU)       | 0–4        | 2–2            |             | 2–2           | 3–4   | 2–1           | 1–2              | 0–0            | 10–15 |
| 4 | Jamie Murray (GBR) / Bruno Soares (BRA)           | 1–3        | 1–4            | 2–2         |               | 1–1   | 2–2           | 0–0              | 2–0            | 9–12  |
| 5 | Bob Bryan (USA) / Mike Bryan (USA)                | 0–2        | 0–3            | 4–3         | 1–1           |       | 0–5           | 1–0              | 0–0            | 6–14  |
| 6 | Pierre-Hugues Herbert (FRA) / Nicolas Mahut (FRA) | 0–0        | 1–2            | 1–2         | 2–2           | 5–0   |               | 2–1              | 1–0            | 12–7  |
| 7 | Ivan Dodig (CRO) / Marcel Granollers (ESP)        | 1–2        | 2–1            | 2–1         | 0–0           | 0–1   | 1–2           |                  | 0–2            | 6–9   |
| 8 | Ryan Harrison (USA) / Michael Venus (NZL)         | 1–0        | 1–1            | 0–0         | 0–2           | 0–0   | 0–1           | 2–0              |                | 4–4   |